# Music Farm (seconda edizione)
La seconda edizione di Music Farm è andata in onda dall'11 marzo al 6 maggio 2005 in prima serata su Rai 2, condotta da Simona Ventura con la partecipazione di Ivan Cattaneo nel ruolo di inviato e di Valeria Marini in quello di opinionista. il direttore artistico è stato Leonardo de Amicis.

## Partecipanti
I concorrenti finalisti sono stati:
1. Dolcenera
2. Fausto Leali
3. Simone Tomassini

Gli altri partecipanti sono stati:
- Iva Zanicchi
- Mariella Nava
- Francesco Baccini (espulso)[2]
- Franco Simone
- Linda Valori
- Mietta
- Gerardina Trovato
- Danny Losito

## Ascolti
| Puntata    | Messa in onda  | Telespettatori | Share  |
| ---------- | -------------- | -------------- | ------ |
| 1          | 11 marzo 2005  | 2.966.000      | 12,98% |
| 2          | 18 marzo 2005  | 3.155.000      | 14,62% |
| 3          | 25 marzo 2005  | 2.919.000      | 14,42% |
| 4          | 1º aprile 2005 | N.D.           | N.D.   |
| 5          | 8 aprile 2005  | 2.654.000      | 11,20% |
| 6          | 15 aprile 2005 | 3.493.000      | 15,69% |
| 7          | 22 aprile 2005 | 3.714.000      | 16,98% |
| Semifinale | 29 aprile 2005 | 3.786.000      | 17,15% |
| Finale     | 6 maggio 2005  | 4.625.000      | 21,95% |
| Media      | Media          | 3.357.000      | 15,29% |